# Snežana Đurišić
Snežana Đurišić (Serbiska: Снежана Ђуришнћ), född 6 juni 1959 i Gornji Milanovac i Serbien, är en serbisk populär folksångerska. Hon var en av de där folkmusikerna i den där gamla Jugoslavien och drottningen av folkmusiken.

## Diskografi
- 1970 - Baki i deki (singel)
- 1972 - Poklon za rodjendan (singel)
- 1972 - Zavoleću, zavoleću (singel)
- 1973 - Oprostite, mladi smo bili (singel)
- 1974 - Videla je moja majka (singel)
- 1974 - Piši da me voliš (singel)
- 1975 - Hej sudbino, hej živote (singel)
- 1975 - Čini mi se, čini (singel)
- 1976 - Čuj čuj mangupče (singel)
- 1976 - Ja noćas plakati neću (singel)
- 1977 - Jedno nas sunce, grejalo dugo (singel)
- 1978 - Ljubav sam ti dragi dala (singel)
- 1979 - Moj dilibere kud se sećeš (singel)
- 1979 - Na kojoj si strani sveta (singel)
- 1979 - Sama sa sobom (singel)
- 1979 - To su bili dani sreće (singel)
- 1979 - Rekla nana (album)
- 1979 - Moj dilibere kud se sećeš (album)
- 1980 - Ko odvaja tebe od mene (singel)
- 1980 - Ne daj me nikom više (album)
- 1982 - Nema ćara od bećara (album)
- 1983 - Mala soba tri sa tri (album)
- 1984 - Sve što radim tebi prija (album)
- 1985 - Kako je lepo bilo (album)
- 1986 - Iznenadi me (album)
- 1986 - Kad bi još jednom pokušali (album)
- 1988 - Biće dana (album)
- 1989 - Odakle si sele (album)
- 1990 - Učiniću sve (album)
- 1992 - Ljubav je raj (album)
- 1994 - Neće srce (album)
- 1996 - Istina (album)
- 1996 - Ona ti srce slomila (album)
- 1996 - Kraljica (album)
- 1997 - Zoro sestro (album)
- 1998 - Devet dana (album)
- 2000 - Da mi je (album)
- 2001 - Jača od života (album)
- 2004 - Za tebe slobodna (album)
- 2009 - Velika kuća, veliki grad (album)